# بیل پروس
بیل پروس (انگلیسی: Bill Prouse؛ ۱۹۰۰ – ۱۹۸۴) بازیکن فوتبال بود.